# Ishigakia exetasea
Ishigakia exetasea är en stekelart som beskrevs av Tohru Uchida 1928. Ishigakia exetasea ingår i släktet Ishigakia och familjen brokparasitsteklar. Inga underarter finns listade i Catalogue of Life.